# Helene Lange
Pour les articles homonymes, voir Lange.
Helene Lange, née le 9 avril 1848 à Oldenbourg et morte le 13 mai 1930 à Berlin est une pédagogue, féministe et femme politique allemande. De 1919 à 1921, elle est une des premières femmes allemandes élues au Parlement de Hambourg. Elle joue un rôle crucial dans le mouvement des femmes bourgeoises en Allemagne des années 1880 aux années 1920. Elle est une ardente défenseure des droits des femmes, de leur accès à l’éducation et la formation professionnelle.

## Biographie

### Jeunesse et formation
Helene Lange naît le 9 avril 1848 à Oldenbourg, dans une famille de la classe moyenne. Sa mère, Johanne tom Dieck, meurt de la tuberculose en 1855 et son père, Carl Theodor Lange, décède en 1864 d'un accident vasculaire cérébral. Elle est confiée à un tuteur, le prêtre et écrivain Max Eifert à Eningen unter Achalm, qui veut la détourner de l'enseignement. Elle part alors pour l'Alsace, où elle donne des cours de littérature allemande et de grammaire. Elle y suit aussi des cours pour devenir enseignante.
Elle rentre en Allemagne en 1867 puis, en 1871, elle passe un concours du professorat à Berlin. À partir de 1876, elle commence à enseigner au Crainschen Anstalt, un lycée privé pour filles à Berlin, dans presque toutes les matières et tous les niveaux. Dès 1872, elle lutte pour l'émancipation des femmes grâce à l'éducation. Au XIXe siècle les femmes n'ont pas accès à l'université en Allemagne et elle-même a dû fréquenter des cours privés. Elle pense qu'il est nécessaire de préparer les jeunes femmes des couches instruites à leur avenir incertain en les formant à un emploi «convenable». En outre, elle préconise l'enseignement des filles par des femmes.

### L'engagement féministe

#### L'accès des femmes à l'éducation
Helene Lange fait campagne pour l'égalité des chances éducatives et professionnelles pour les femmes et est considérée comme l'une des plus importantes représentantes de l'aile « modérée » du premier mouvement des femmes allemandes.
En 1887, avec cinq autres femmes, elle soumet une pétition au ministère de l'Éducation et à la Chambre des représentants de Prusse, pour demander un meilleur accès des filles des classes moyennes et supérieures aux écoles et aux établissements publics de formation pour les enseignants.
Dans le cadre de cette pétition, elle publie « Die höhere Mädchenschule und ihre Bestimmung », surnommée Gelbe Broschüre[réf. souhaitée] (« Brochure jaune ») dans laquelle elle critique vivement l'éducation des filles telle qu'elle est organisée à ce moment-là. Elle demande notamment une plus grande participation des enseignantes et la création d'institutions pour leur formation.
La pétition n'a eu aucun effet politique direct, la question n'ayant même pas été discutée par les députés. Cependant, la demande a rencontré un grand intérêt auprès du public et de la presse. Finalement, la « Brochure jaune » peut être considérée comme le point de départ de la réforme des écoles de filles en Prusse, qui a finalement été réalisée en 1908.
En 1890, elle fonde l'Allgemeinen Deutschen Lehrerinnenverein (Association générale des professeurs d'allemand, ADLV) à Friedrichroda avec Auguste Schmidt et Marie Loeper-Housselle et en prend la direction. L’organisation veut modifier le programme d’études des écoles de filles, améliorer la formation des enseignantes et accroître leurs possibilités de travail.
Comme les filles ne sont pas encore autorisées à fréquenter les lycées en Prusse à cette époque, elle fonde, avec Franziska Tiburtius et Minna Cauer, la première Realkurse (enseignement secondaire inférieur) pour filles à Berlin-Schöneberg en 1889, qui devient en 1893, une Gymnasialkurse (secondaire supérieur). Les six premières étudiantes de ces cours passent leurs examens en 1896 comme étudiantes externes à la Königlichen Luisengymnasium à Berlin.

#### Bund Deutscher Frauenvereine
En 1893, elle crée la revue Die Frau (« La Femme »), qui devient le plus important journal féministe allemand. Cette même année, elle est l'une des fondatrices de la Bund Deutscher Frauenvereine (Fédération des associations de femmes allemandes, BDV), organisation nationale du mouvement des femmes bourgeoises en Allemagne, avec Gertrud Bäumer, et sa présidente à partir de 1902. Collaboratrices et compagnes, elles vivent ensemble à partir de 1898, et publient ensemble Handbuch der Frauenbewegung (1901–1906) (Manuel du mouvement des femmes).

#### Droit de vote des femmes
Helene Lange appelle à l'introduction du suffrage féminin mais, elle est d'avis que la lutte pour une meilleure éducation et de meilleures perspectives d'emploi pour les filles et les femmes, ainsi que pour l'amélioration du droit civil et matrimonial des femmes, doit avoir la priorité sur la revendication du droit de vote.
Elle insiste sur la « différence des sexes » et considère que les femmes ont une influence spécifiquement féminine sur la société. Cette influence doit être élargie afin de corriger les évolutions indésirables dans un monde unilatéralement masculin. Helene Lange préconise que les responsabilités des femmes s'exercent, dans un premier temps, dans les domaines éducatif, social et médical (alors qu'en fait, ils sont déjà ouverts professionnellement aux femmes), sans toutefois exclure une plus grande participation des femmes dans d'autres domaines.
À partir de 1906, elle travaille comme conseillère pour l'administration culturelle prussienne. Son investissement aboutit, en 1908, à une réforme de l'enseignement pour les filles en Prusse.
En 1908, la loi prussienne sur les associations, qui interdisait aux femmes de faire partie d'un mouvement politique, est abolie. Helene Lange rejoint la Freisinnige Vereinigung (Union radicale) qui devient membre du Parti populaire progressiste (FVP) en 1910.
Pendant la Première Guerre mondiale, elle soutient le Nationaler Frauendienst (Service national des femmes, NFD), créé par le BDF, dans lequel les femmes volontaires effectuent toutes sortes de tâches d'intérêt public pour soutenir l'effort de guerre.
Après la Première Guerre mondiale, Helene Lange est une des cofondatrices du Parti démocrate allemand (DDP).
En 1917, elle habite Hambourg avec Gertrud Bäumer. Elle y fonde une Soziale Frauenschule (école sociale des femmes) et y enseigne. Le but de cette école est de fournir aux filles et aux jeunes femmes des classes moyennes et supérieures une formation professionnelle comme enseignantes de maternelle, travailleuses sanitaires et sociales.
En 1919, les femmes obtiennent le droit de voter et d'être élues et Helene Lange entre au parlement de Hambourg sous les couleurs du Parti démocrate allemand dont elle prononce le discours inaugural au titre de doyenne d'âge (elle a alors 70 ans).

### Fin de vie
Après avoir longtemps été clouée au lit, Hélène Lange meurt le 13 mai 1930 à Berlin, à l'âge de 82 ans. Le service funèbre a eu lieu le 17 mai 1930 dans le crématorium de Wilmersdorf. Son cercueil est recouvert d'un drapeau noir, rouge et or, selon ses vœux car elle a été une patriote convaincue. Pour elle, les couleurs noir, rouge et or symbolisent non seulement la nation, mais sont surtout les couleurs de l'unité et de la démocratie
La tombe d'Helene Lange se trouve dans le cimetière dans Heerstraße à Berlin-Westend. Sur la grande pierre tombale cubique en granit du Fichtelgebirge, offerte par l'Allgemeine Deutsche Lehrerinnenverein, œuvre du sculpteur Ernst Gorsemann, se trouve la devise : « Il faut croire, il faut oser ». Le nom de Gertrud Bäumer, enterrée à Bielefeld, y est inscrit en hommage.

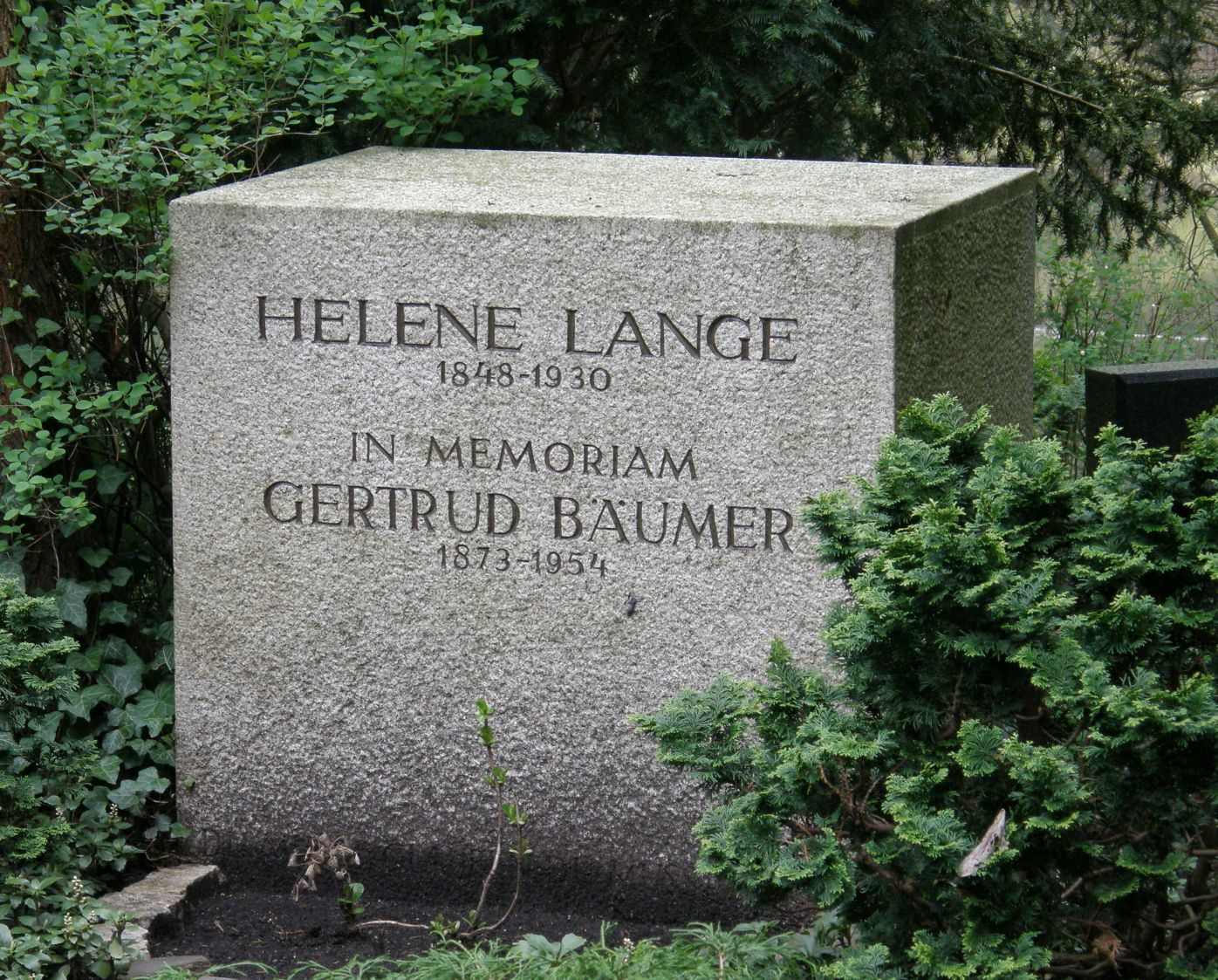
Tombe d'Helene Lange au cimetière Heerstraße à Berlin-Westend, avec l'hommage à Gertrud Baümer.

Par résolution du Sénat de Berlin, sa tombe est classée comme tombe d'honneur en 1956.

## Titres honorifiques
- 1923 : Helene Lange devient docteure honoris causa de l'université de Tübingen[8]
- 1925 : elle est élue présidente honoraire par le congrès du Parti démocrate allemand[14]
- 1928 : elle devient citoyenne d'honneur de la ville d'Oldenburg.
- Depuis 2009, l'université d'Oldenbourg décerne chaque année le prix Hélène Lange à de jeunes femmes scientifiques dans le domaine des sciences naturelles et des disciplines techniques[15].

Il y a aujourd'hui de nombreuses écoles qui portent le nom d'Helene Lange.